# میچیکو هیرای
میچیکو هیرای (انگلیسی: Michiko Hirai; ۹ سپتامبر ۱۹۳۵ – ۳ ژوئیهٔ ۱۹۸۴) بازیگر، و صداپیشه اهل ژاپن بود.